# Mary Newbery Sturrock
Mary Newbery Sturrock, née Mary Arbuckle Newbery  (1892 - 1985) est une artiste écossaise ayant travaillé différentes techniques. Elle est essentiellement connue comme brodeuse et aquarelliste de fleurs.

## Jeunesse et carrière

### Enfance
Mary Newbery naît à Glasgow le 21 septembre 1892, deuxième fille de la designer et brodeuse Jessie Newbery et de Francis Henry Newbury, directeur de la Glasgow School of Art. Elle a une sœur aînée, Elsie (Margaret Elliot) Newbery. On lui donne le deuxième prénom « Arbuckle », en hommage à Margaret Arbuckle (décédée en 1892). Cette cousine du père de Jessie Newbery, William Rowat. Mademoiselle Arbuckle s'occupait des enfants Rowat, dont Jessie était l'aînée.
La famille Newbery est proche de la famille d'artistes Walton, dont une enfant de l'âge de Mary, Cecile Walton. La famille Walton loue une maison d'été dans le village de Wenhaston, sur la côte du Suffolk, et les Newberys à proximité de Walberswick. Les artistes William Oliver Hutchison et Eric Robertson – ce dernier, futur mari de Cécile Walton – font partie de la même communauté artistique qui visite également le Suffolk. Au cours d'un de ces voyages, Cécile Walton peint Eric Robertson et Mary Newbery se relaxant à côté du court de tennis dans le jardin de la maison des Walton. Ce portrait, considéré comme la première grande peinture à l'huile de Cécile Walton, est conservé dans la collection permanente des Galeries nationales d'Écosse.

### Études
Newbury étudie à la Life School of Drawing and Painting de la Glasgow School of Art et est ensuite membre du groupe d'artistes d'Édimbourg. Pendant la Première Guerre mondiale, elle travaille dans une usine de munitions à Tilbury et comme traçeuse pour le constructeur d'avions De Havilland.
Le 21 octobre 1918, Newbury épouse l'artiste et capitaine du Royal Scots Alick Riddell Sturrock (1885-1953)  dans la paroisse de Corfe Castle dans le Dorset. Le couple est présenté l'un à l'autre par Cecile Walton, après cette dernière ait invité par courrier Sturrock à la rejoindre alors qu'il visitait la côte du Suffolk pour des affaires militaires en provenance de France.

## Carrière artistique
À l'été 1911, lors d'une visite dans le Suffolk, Mary Newbery, Cecile Walton, William Oliver Hutchison et Eric Robertson forment le groupe artistique « The Idylls », nommé d'après le tableau « An Idyll » de l'artiste Maurice Greiffenhagen. En 1913, le groupe expose à la New Gallery de Shandwick Place à Édimbourg.
Après la Première Guerre mondiale, Mary Newbery expose régulièrement ses œuvres avec le groupe d'Édimbourg en tant qu'artiste associée. Lors de la deuxième exposition organisée par le groupe en 1920 à la New Gallery, elle présente dix-huit des soixante-dix-neuf œuvres exposées au total. Un ensemble de coussins brodés présenté à l'exposition a reçu des critiques favorables dans The Scots Pictorial qui note que « le sens aigu de la couleur et du design de Newbury est mis en valeur ». Mary et Alick Sturrock ont tous deux été présentés dans l'exposition rétrospective itinérante « The Edinburgh Group » en 1983 au City Art Centre d'Édimbourg. Mary soumet des exemples de son travail dans les arts appliqués et décoratifs, notamment des aquarelles florales, des broderies et des céramiques. Elle inclut également un carnet de croquis contenant des fleurs et des dessins de personnages à la plume, à l'encre et à l'aquarelle.
Newbery expose des peintures à l'exposition annuelle de la Royal Scottish Academy entre 1915 et 1952. De 1935 à 1952, elle soumet au moins une aquarelle chaque année à l'exposition alors qu'elle vit à Édimbourg. Les titres de ces œuvres, tels que « Un bouquet de juillet » (1940) et « Dusty Miller posy » (1946), démontrent les thèmes naturalistes de son travail et l'influence durable de Frances Macdonald et de Charles Rennie Mackintosh. Mary était amie avec eux tout au long de son enfance et au début de sa carrière et le couple était proche de son père, Fra Newbery. Charles Rennie Mackintosh travaille sur des aquarelles botaniques dans les dernières étapes de sa carrière. Mary lui donne les noms latins des fleurs qu'ils peignent tous les deux afin que Mackintosh puisse les inscrire.
Les premières œuvres de Newbery sont exposées au Royal Glasgow Institute of the Fine Arts. Elle expose à l'Institut entre 1911 et 1949 avec de nombreuses œuvres identiques à celles de l'exposition de la Royal Scottish Academy également présentées à Glasgow. Elle est surtout connue comme brodeuse et aquarelliste de fleurs.

## Après sa carrière
Au cours des années 1950 et après la mort de son mari en 1953, Mary voyage beaucoup à travers l'Europe et à l'étranger, en Chine, au Japon et au Mexique. Plus tard, elle accorde des interviews à des historiens de l'art et à des biographes sur sa connaissance intime de l'école de Glasgow dans laquelle elle avait grandi et s'était épanouie en tant qu'artiste à succès à part entière.